# Růžovský vrch
Il Růžovský vrch, detto anche Růžák o Rosenberg (in tedesco), con i suoi 619 metri di altezza è la montagna più alta della Svizzera boema ad est del Fiume Elba, nella Repubblica Ceca. il suo profilo conico quasi circolare fa di essa una delle più tipiche ed iconiche montagne della Boemia del Nord. La parte superiore della montagna è fatta di basalto, mentre verso la base è composta anche di arenaria. I fianchi della montagna sono ricoperti da una foresta decidua quasi vergine, di cui colpiscono particolarmente i poderosi faggi e platani. Dal 1973 la montagna fa parte di un'area protetta come riserva naturale nazionale e, a partire dal 2000, è stata inclusa nel Parco Nazionale della Svizzera Boema.